# 薩克其萬省政府
薩克其萬省政府是加拿大薩克其萬省的省级政府。广义上由省立法机关、省行政机关和省司法机关组成；狭义上特指省行政机关。

## 立法机关
薩克其萬省議會是薩克其萬省的立法机关，负责加拿大宪法和其他法律规定的属于本省管辖范围内的立法工作，监督本省行政机关等事务。

## 行政机关

### 省行政会议（内阁）
省行政会议（内阁）由省长、省行政机关各组成部门主管（各厅厅长）及其他必要人员组成。内阁成员由省长向省督建议，由省督任命；内阁成员通常为省议会议员。
本届省行政会议现时组成人员共18人。

### 省行政机关的组成部门
现时省行政机关的组成部门共有19个。
- 薩克其萬省省长办公室
- 薩克其萬省高等教育厅
- 薩克其萬省农业厅
- 薩克其萬省中心服务厅
- 薩克其萬省纠正和治安厅
- 薩克其萬省经济厅
- 薩克其萬省教育厅
- 薩克其萬省能源和资源厅
- 薩克其萬省环境厅
- 薩克其萬省财政厅
- 薩克其萬省政府关系厅
- 薩克其萬省卫生厅
- 薩克其萬省公路和基础设施厅
- 薩克其萬省移民和职业培训厅
- 薩克其萬省司法厅
- 薩克其萬省劳工关系和生产安全厅
- 薩克其萬省公园、文化和体育厅
- 薩克其萬省社会服务厅
- 薩克其萬省贸易和出口发展厅

### 省属局和委员会
直管、半独立和独立运作的省属局、委员会及其它机构。
- 薩克其萬省农业食品委员会
- 薩克其萬省学徒制和贸易许可委员会
- 薩克其萬省机动车伤害申诉委员会
- 薩克其萬省竞赛委员会
- 薩克其萬省税务专员会
- 薩克其萬省统计局
- 薩克其萬省社区倡议基金
- 薩克其萬省企业采购委员会
- 薩克其萬省创意理事会
- 薩克其萬省农场安全和农村所有权理事会
- 薩克其萬省卫生质量委员会
- 薩克其萬省遗产评估理事会
- 薩克其萬省公路交通理事会
- 薩克其萬省创新理事会
- 薩克其萬省和平赔偿司法委员会
- 薩克其萬省法律改革委员会
- 薩克其萬省法律援助委员会
- 薩克其萬省市政财政集团
- 薩克其萬省无障碍办公室
- 薩克其萬省居民租约办公室
- 薩克其萬省首席火器管理官办公室
- 薩克其萬省公共监护人和受托人办公室
- 薩克其萬省医师招聘局
- 薩克其萬省档案馆
- 薩克其萬省资产委员会
- 薩克其萬省调节理事会
- 薩克其萬省公共和个人权利委员会
- 薩克其萬省公共披露委员会
- 薩克其萬省公务人员福利局
- 薩克其萬省公共服务委员会
- 薩克其萬省艺术理事会
- 薩克其萬省死因裁判服务
- 薩克其萬省卫生研究基金
- 薩克其萬省遗产基金
- 薩克其萬省高等教育质量保障委员会
- 薩克其萬省人权委员会
- 薩克其萬省劳工关系委员会
- 薩克其萬省彩票系统
- 薩克其萬省市政理事会
- 薩克其萬省养老金计划
- 薩克其萬省警务委员会
- 薩克其萬省省法院委员会
- 薩克其萬省公众投诉委员会
- 薩克其萬省检查委员会
- 薩克其萬省雪地车协会
- 薩克其萬省-乌克兰关系咨询委员会
- 薩克其萬省女性地位办公室
- 薩克其萬省地面权利仲裁委员会
- 薩克其萬省教师退休金委员会
- 薩克其萬省Wanuskewin遗产公园
- 薩克其萬省西部发展博物馆
- 薩克其萬省工人赔偿委员会

## 司法机关
薩克其萬省省的最高法院为薩克其萬省法院皇座法庭，省上诉法院为薩克其萬省上诉法院。